# Pterygodium schelpei
Pterygodium schelpei är en orkidéart som beskrevs av Hans Peter Linder. Pterygodium schelpei ingår i släktet Pterygodium och familjen orkidéer. Inga underarter finns listade i Catalogue of Life.